# Proadiantus excavatus
Proadiantus excavatus és una espècie extinta de mamífer litoptern de la família dels adiàntids que visqué a Sud-amèrica durant l'Oligocè, fa entre 21 i 29 milions d'anys. Se n'han trobat restes fòssils a la província argentina de Chubut. Es tracta de l'única espècie del gènere Proadiantus. És conegut únicament a partir de dents i maxil·lars. Extrapolant a partir de la constitució de dos parents més coneguts, Adianthus i Adiantoides, se suposa que era un litoptern menut i esvelt. El nom genèric Proadiantus significa ‘abans d'Adianthus’.